# Jusiyah al-Amar
Jusiyah al-Amar (tiếng Ả Rập: جوسية العمار), hay đơn giản là Jusiyah, là một ngôi làng Syria nằm ở quận Al-Qusayr, Homs. Theo Cục Thống kê Trung ương Syria (CBS), Jusiyah al-Amar có dân số 3,447 trong cuộc điều tra dân số năm 2004.